# Heimatmuseum Lütgendortmund

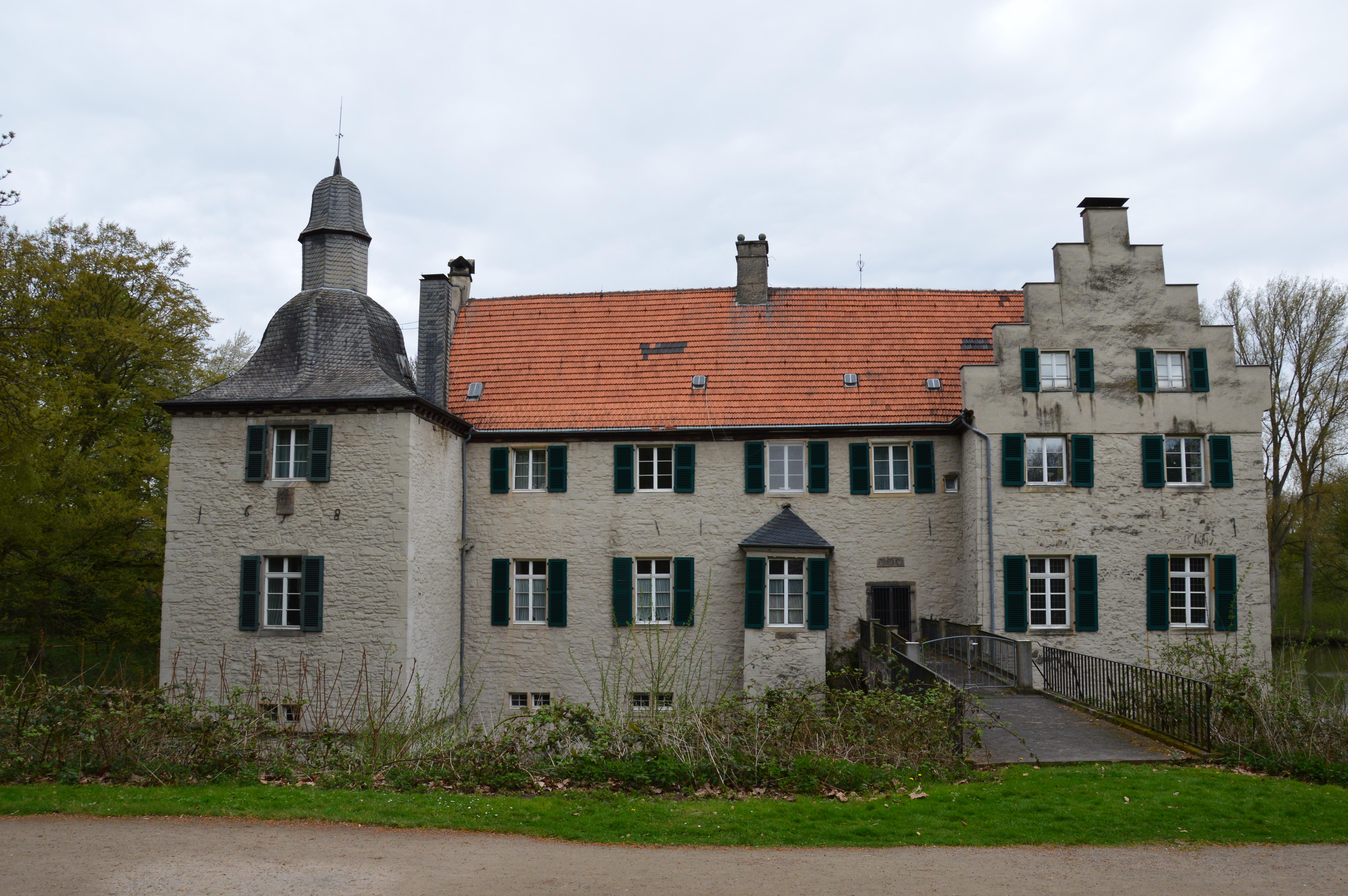
Das Wasserschloss Haus Dellwig, in dem das Heimatmuseum untergebracht ist

Das Heimatmuseum Lütgendortmund ist das Heimatmuseum des Dortmunder Stadtteils Lütgendortmund. Es ist seit 1988 im östlichen Vorhofsgebäude des Schlosses Haus Dellwig im Stadtteil Westrich im Stadtbezirk Lütgendortmund untergebracht und hat eine Ausstellungsfläche von über 450 Quadratmetern.

## Ausstellungen
Die Gründung eines Heimatmuseums für Lütgendortmund erfolgte auf Initiative von Heinz Jander, der zu diesem Zwecke auch den Verein „Heimatmuseum Lütgendortmund e. V.“ ins Leben rief, dessen Vorsitz er bis 2000 innehatte. Der Verein richtet im und am Museum auch regelmäßig Veranstaltungen, wie etwa das Frühlings- oder Herbstfest, aus.
In den sechs Ausstellungsräumen des Museums können seine Besucher erfahren, wie die Bevölkerung Lütgendortmunds früher gelebt und gearbeitet hat. Die ausgestellten rund 1000 Exponate stammen zum Großteil aus der ersten Hälfte des 20. Jahrhunderts. Gegenstände des Alltagslebens, die z. B. für handwerkliche, landwirtschaftliche, berufliche und haushaltliche Tätigkeiten gebraucht wurden, können im Museum besichtigt werden. Genauer eingegangen wird in den Ausstellungen auf einige Handwerksberufe im Lütgendortmund vergangener Zeiten. Dazu gehören die Berufe Bäcker, Klempner, Sattler, Schlosser, Schmied, Schuhmacher und Tischler. Auch Büromaschinen und Büroeinrichtungen und einige Dokumente namhafter Lütgendortmunder Firmen und Geschäfte sind im Heimatmuseum ausgestellt.
Eines der Ausstellungsstücke des Museums ist die alte Turmuhr der katholischen St. Magdalena-Kirche in Lütgendortmund. Das Museum bietet zudem auch Ausstellungsstücke zum Bergbau in Lütgendortmund und zum Vereinsleben im Stadtteil.